# 東奧勒岡大學
東奧勒岡大學是美國奧勒岡州的一所公立大學，1929年設立。學生約4千人。舊名東奧勒岡州立大學。

## 外部連結
- 東奧勒岡大學 （页面存档备份，存于）